# Georgie (manga)
Pour les articles homonymes, voir Géorgie.
Lady Georgie (ジョージィ！, Jōjī!) est une série de shōjo manga écrite par Mann Izawa et dessinée par Yumiko Igarashi. Elle a été prépubliée de 1982 à 1984 dans le magazine Shōjo Comic de Shōgakukan puis publiée en cinq volumes de janvier 1983 à mai 1984. La version française est éditée en intégralité par Tonkam en 2006 et en 2016 en version deluxe de 4 tomes par Black Box.
Elle a ensuite été adaptée en une série télévisée d'animation japonaise comptant quarante-cinq épisodes de 22 minutes diffusée entre le 9 avril 1983 et le 25 février 1984 sur TV Asahi. En France, la série a été diffusée à partir du 31 août 1988 sur TF1 dans l'émission Club Dorothée et est éditée en DVD par IDP Home Video Music.

## Synopsis
Australie, au XIXe siècle. Monsieur Baker, un fermier, trouve par une nuit orageuse une femme mourante qui tient un bébé. Contre la volonté de sa femme, il décide d'élever la petite Georgie avec ses fils Abel et Arthur, sans lui révéler le secret de sa naissance (néanmoins, leur oncle Kevin est aussi au courant). Seul le bracelet doré qu'elle porte au poignet témoigne de son origine, mais Georgie ne le sait pas. Elle grandit paisiblement jusqu'au jour où son père adoptif meurt à la suite d'un accident. Madame Baker aura toujours du mal à accepter cette enfant, la tenant notamment responsable de la perte de son mari.
Les années s'écoulent cependant, jusqu'au moment où Georgie rencontrera Laurent Grey (Lowell en VO), petit-fils du gouverneur, dont elle va tomber amoureuse. Ce qu'elle ne sait pas, c'est que ses deux frères sont aussi amoureux d'elle depuis quelque temps déjà. Devant cette situation, sa mère adoptive la chassera, lui révélant au passage le secret de sa naissance.
Georgie part alors en Angleterre à la recherche de son vrai père, un ancien noble, condamné au bagne à la suite d'un complot fomenté par le duc de Roussac. Elle compte également retrouver Laurent son premier amour, reparti peu de temps avant. Puis à leur tour, séparément, Abel et Arthur se mettent en route pour la retrouver. C'est à cet instant que commence le cauchemar de Georgie, qui durera jusqu'aux retrouvailles avec son père.

## Liste des volumes
| no | Français        | Français          |
| no | Date de sortie  | ISBN              |
| -- | --------------- | ----------------- |
| 1  | 6 décembre 2006 | 978-2-84580-870-6 |
| 2  | 24 janvier 2007 | 978-2-84580-871-3 |
| 3  | 21 mars 2007    | 978-2-84580-872-0 |
| 4  | 23 mai 2007     | 978-2-84580-873-7 |
| 5  | 25 juillet 2007 | 978-2-84580-874-4 |

## Anime

### Doublage
| Personnages     | Personnages     | Voix japonaises | Voix françaises     |
| --------------- | --------------- | --------------- | ------------------- |
| Georgie Baker   | Georgie Baker   | Yuriko Yamamoto | Annabelle Roux      |
| Abel            | enfant          | Eiko Yamada     | Pierre Laurent      |
| Abel            | adulte          | Hideyuki Hori   | Pierre Laurent      |
| Arthur          | enfant          | Reiko Kitou     | Sophie Arthuys      |
| Arthur          | adulte          | Isao Nagahisa   | François Lescurat   |
| Madame Baker    | Madame Baker    |                 | Geneviève Taillade  |
| Monsieur Baker  | Monsieur Baker  |                 | Jean-Pierre Malardé |
| Oncle Kevin     | Oncle Kevin     |                 | Jo Doumerg          |
| Docteur Stephen | Docteur Stephen |                 | Jean-Pierre Malardé |
| Sœur Katie      | Sœur Katie      |                 | Brigitte Aubry      |
| Betty           | Betty           |                 | Sophie Arthuys      |
| Laurent         | Laurent         | Yūji Mitsuya    | Stéphane Bazin      |
| Elise           | Elise           | Sakiko Tamagawa | Brigitte Aubry      |
| Jessica         | Jessica         |                 | Geneviève Taillade  |
| Duc de Roussac  | Duc de Roussac  |                 | Laurent Hilling     |
| Anne            | Anne            |                 | Brigitte Aubry      |
| Marie           | Marie           |                 | Geneviève Taillade  |
| Edgar           | Edgar           |                 | François Lescurat   |
| Comte de Girard | Comte de Girard |                 | Jean-Pierre Malardé |
| Le narrateur    | Le narrateur    | Kyōko Endō      | Jean-Pierre Malardé |